# Moorea
17°32′N 149°50′T / 17,533°N 149,833°T

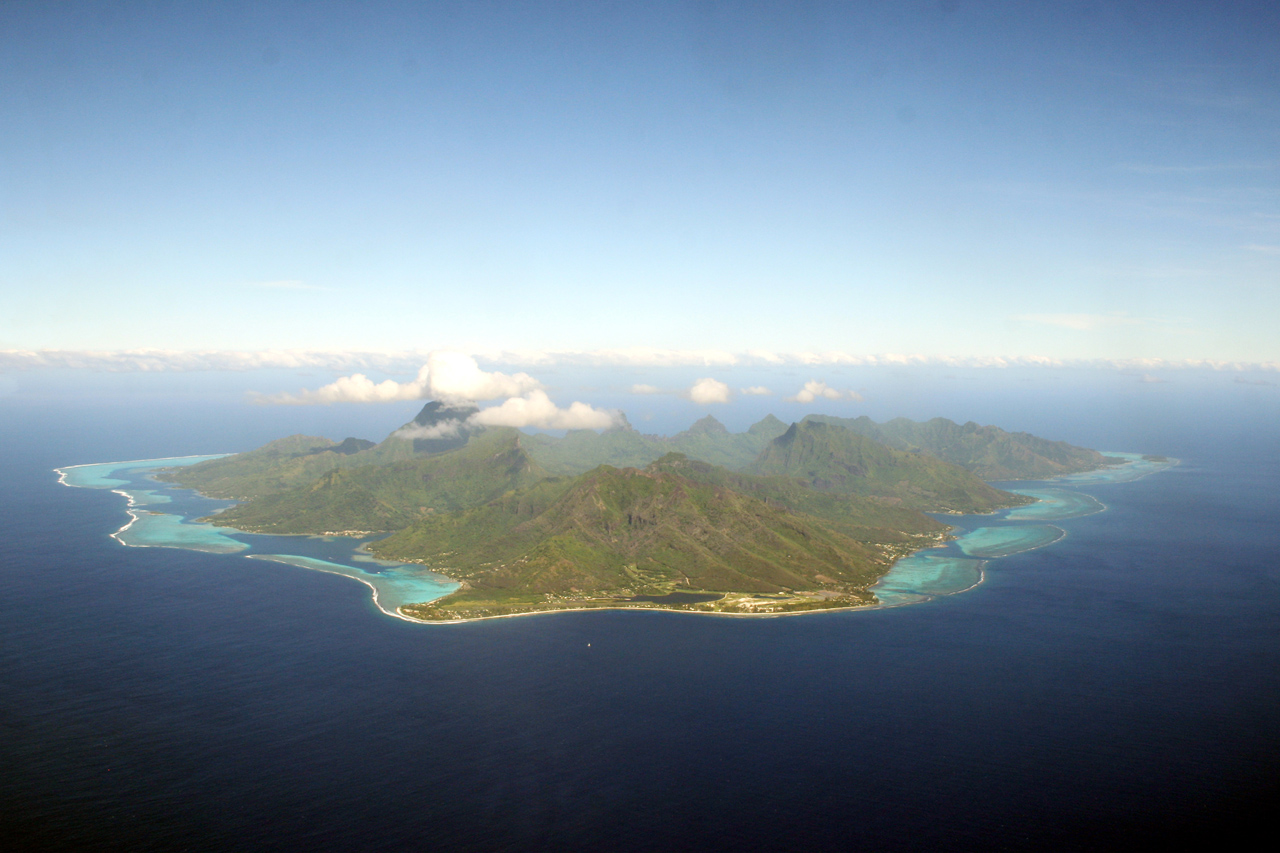
Moorea

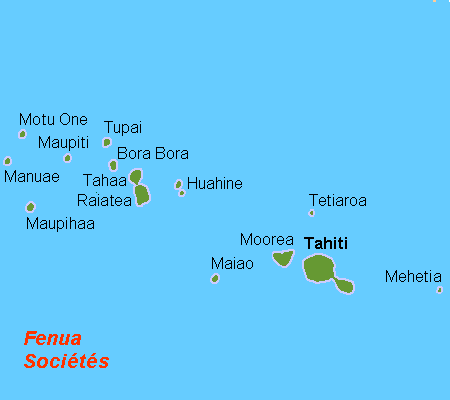
Vị trí Moorea

Moorea hay Mo'orea là một hòn đảo ở Polynésie thuộc Pháp, và là một phần của Quần đảo Société, cách Tahiti 17 km về phía tây bắc. "Moorea" có nghĩa là "con thằn lằn màu vàng" theo tiếng Tahiti. Xưa kia đảo có tên là Aimeho, cũng viết là Aimeo hoặc Eimeo. Khi người Âu châu khám phá ra vùng Nam Thái Bình Dương họ đặt tên cho đảo này là Đảo York. 
Dân số trên đảo là 16.191 người (năm 2007)

## Địa lý
Từ khi nổi lên trên mặt biển, hình dạng của đảo biến đổi gần giống với hình trái tim với hai vịnh gần như đối xứng ở phía bắc của đảo là Vịnh Cook (Paopao) và Vịnh Opunohu. Hòn đảo rộng 134 km² và nguyên là một núi lửa từ 1,5 đến 2,5 triệu năm tuổi, kết quả của các hoạt động địa chất dưới sự che phủ của kiến tạo đại dương đã tạo nên toàn bộ Quần đảo Société. Điều này đã tạo ra các giả thuyết rằng cac vịnh ngày nay nguyên là các lưu vực sông mà đã bị lấp kín khi mực nước biển dâng lên. Đỉnh cao nhất của hòn đảo là Núi Tohieal (1207 mét)